# إي. إيفرت إيفانز
إي. إيفرت إيفانز (بالإنجليزية: E. Everett Evans)‏ (30 نوفمبر 1893، ميشيغان في الولايات المتحدة - 2 ديسمبر 1958)؛ روائي أمريكي.